# Sherrill (Arkansas)
Sherrill è un comune degli Stati Uniti d'America, situato in Arkansas, nella contea di Jefferson.